# O dveh sinovih
O dveh sinovih je slovenska ljudska pravljica, ki je izšla v zbirki Pravljice iz Dobrepolja leta 1993. Zapisala in ilustrirala jo je Sandi Zalar.
Pravljica govori o tem, kako mlajši sin preživi in uspe navkljub bratovem nasilju in krutosti. Bistvo pravljice je torej, da dobro premaga zlo.

## Povzetek pravljice
Zaradi hude revščine se oče in mati odločita, da pošljeta svoja dva sinova po svetu. Glavna književna oseba je mlajši sin, ki je dober in pošten. Njegov starejši brat pa je hudoben, saj na poti bratu ukrade kruh in mu ga vrne v zameno za bratovi obe očesi. Ker mlajši brat ostane slep, ga starejši nebogljenega zapusti. Vendar pa starejšega brata hitro doleti nesreča, saj ga raztrgajo gozdni duhovi. Mlajši pa se sprijazne s svojo nesrečo, leže pod stoletni hrast in čaka na svoj konec. A ravno pod tem drevesom se vsako leto zbirajo gozdne živali, ki jih po nekem čudežu mlajši brat razume. Volk, lisica in medved mladeniču svetujejo, kako se lahko reši, in ta si vse njihove nasvete zapomni. Zjutraj si z roso umije oči, spregleda, odide v mesto, reši ljudi žeje in nato še na dvoru od mrtvih obudi princeso. Z njo se nato tudi poroči, spomni pa se tudi na svoje starše.

## Analiza pravljice
Pripovedovalec: tretjeosebni
Književni čas: neznan ("V davnih časih...")
Književni prostor: neznan
Pravljične osebe:
- pošasti,
- strahovi,
- prikazni,
- duhovi,
- čudežni pomočniki (volk, lisica, medved).

Osebe: So tipi- nimajo imen (oče, mati, dva sinova, kralj, hči, princesa).
Slog:
- ukrasni pridevki: stoletni hrast, čudežna roža, belo oblačilo, najdebelejša korenina...
- pravljično število: ("Čez tri dni je prispel...")
- personifikacija:("Volk je rekel...", "Lisica je nadaljevala...","Medved je povedal...")
- barva: ("...je v belem oblačilu ležala na mrtvaškem odru.")
- čudežna sredstva: čudežna cvetlica.

Vrh pravljice: Mlajši sin leži pod stoletnim hrastom in čaka na svoj konec. A pod tem hrastom se vsako leto zbirajo živali in mladenič jih po čudežu sliši. Prisluhne jim in izve, kako se lahko reši.
Motiv: revščine, lakote, krutosti, odhoda od doma, smrti, poroke.
Sporočilo: Nagrada za dobro delo, kazen za slabo.
Konec: Je srečen. Mlajši sin spet vidi, reši mesto žeje, obudi princeso, se z njo poroči in se spomni tudi svojih staršev.
Vzorec home-away-home: Sinova morata v svet. Po preizkušnjah, ki jih preživi mlajši brat, se ustali na kraljevem dvoru.

## Interpretacija likov
- Starejši brat: Je hudoben, do svojega brata ne čuti nikakršne ljubezni, saj mu iztakne oči in ga slepega zapusti. Ob tem čuti zadovoljstvo, saj meni, da se je s tem brata rešil za celo življenje.
- Mlajši brat: O njem izvemo, da je dober in pošten. Njegova dobrota je poplačana s tem, da preživi bratovo nasilje in se poroči na kraljevi dvor. Ob tem pa nikomur ne izda, kako je z njim ravnal njegov brat.
- Pravljične osebe: V pravljici nastopajo pošasti, strahovi, prikazni, ki imajo to vlogo, da nagradijo dobra dela in kaznujejo slaba. Na primer: starejšega brata strahovi raztrgajo na kosce, saj je hudoben in krut, mlajši pa, ker je dober in pošten, ob pomoči živali preživi.

## Analiza pravljice po Vladimirju Proppu
- Eden od članov družine odide od doma. - V tem primeru sta to dva brata, ki zaradi lakote odideta od doma.
- Škodljivec prizadene ali škoduje enemu od družinskih članov. - Ta funkcija je izjemno pomembna, saj skrbi za ustrezno razvijanje pravljice. S škodovanjem se začenja zaplet. Škodljivec povzroči telesno poškodbo - starejši brat mlajšemu iztakne oči. Iz morfološkega vidika ta oblika pomeni krajo.
- Junak prejme čudežno sredstvo (po naključju naleti nanj). - Mlajši brat leže pod hrast in ker razume živali, mu te sporočijo naj si z roso umije oči, naj poseka lipino korenino in naj poišče čudežno cvetlico.
- Škodljivec je premagan. - Starejšega brata gozdni duhovi raztrgajo na kosce.
- Premostitev prvotne nesreče, zapolnitev manka (s čudežnim sredstvom se premaga revščino). - Mlajši brat si z roso umije oči, spregleda, gre v mesto. V mestu poseka lipino korenino in s tem mesto reši žeje. Nato s čudežno cvetlico obudi mrtvo princeso. Kralj mu v zahvalo da pol kraljestva in hčer za ženo.
- Naloga je rešena. - Oče in mati sta svoja dva sinova poslala v svet zaradi lakote, ki je vladala doma. Ko bi kaj zaslužila, naj bi se vrnila domov. In to je mlajšemu bratu uspelo. Svoja starša je bogato obdaroval.
- Junak se poroči in zasede carski prestol. - Ker mladenič obudi princeso, mu kralj iz hvaležnosti da pol kraljestva in hčer za ženo.

## Motivsko - tematske povezave
Motiv mrtve princese:
- Sneguljčica in sedem palčkov,
- Trnuljčica.

Motiv bratov:
- O treh bratih,
- Slepi bratec,
- Pet bratov,
- O treh sinovih.

Motiv dveh bratov najdemo v tujih pravljicah:
- The two brothers,
- The good and evil minds,
- Good brother, bad brother.